# Погребняк Петро Леонтійович
Петро́ Лео́нтійович Погребня́к (12 березня 1928, село Верблюжка — 1 лютого 1980, місто Київ) — український радянський і партійний діяч, 1-й заступник голови Ради Міністрів УРСР. У 1976—1980 роках — член ЦК КПРС. У 1971—1980 роках — член ЦК КПУ. З лютого 1976 року — кандидат у члени Політбюро ЦК КПУ, з жовтня 1976 до 1 лютого 1980 року — член Політичного бюро ЦК КПУ. Депутат Верховної Ради УРСР 8-го і 9-го скликань, депутат Верховної Ради СРСР 9—10-го скликань. Кандидат сільськогосподарських наук (1969).

## Біографія
Народився у селі Верблюжці, Новгородківського району Кіровоградської області в родині робітника.
Трудову діяльність розпочав у 1945 році авіамотористом Криворізької авіаційної школи цивільної авіації Дніпропетровської області.
У 1946—1949 роках — студент Широківського ветеринарно-зоотехнічного технікуму Дніпропетровської області. З 1949 року навчався у Білоцерківському сільськогосподарському інституті Київської області.
У 1954 році закінчив ветеринарний факультет Білоцерківського сільськогосподарського інституту.
Член КПРС з 1954 року.
У 1954—1962 роках — старший ветеринарний лікар Орлівщинської машинно-тракторної станції (МТС) Дніпропетровської області, головний ветеринарний лікар П'ятихатського району, 1-й заступник голови виконавчого комітету П'ятихатської районної ради депутатів трудящих Дніпропетровської області.
У 1962—1964 роках — 1-й заступник начальника Дніпропетровського обласного управління виробництва і заготівель сільськогосподарських продуктів.
У грудні 1964—1970 роках — заступник, 1-й заступник голови виконавчого комітету Дніпропетровської обласної Ради депутатів трудящих.
З 1970 року — 1-й заступник міністра сільського господарства УРСР, з 2 лютого 1971 по 13 лютого 1976 року — міністр сільського господарства Української РСР.
З 13 лютого 1976 до 1 лютого 1980 року — 1-й заступник Голови Ради Міністрів Української РСР.

Могила Петра Погребняка

Помер 1 лютого 1980 року. Похований у Києві на Байковому кладовищі.

## Нагороди
Нагороджений двома орденами Леніна, орденом Трудового Червоного Прапора, двома орденами «Знак Пошани», медалями, почесною грамотою Президії Верховної Ради Української РСР (10.03.1978).